# La Croixille
La Croixille ist eine französische Gemeinde mit 633 Einwohnern (Stand: 1. Januar 2022) im Département Mayenne in der Region Pays de la Loire; sie gehört zum Arrondissement Mayenne und zum Kanton Ernée. 

## Geographie
La Croixille liegt etwa 25 Kilometer nordwestlich von Laval an der Vilaine. Umgeben wird La Croixille von den Nachbargemeinden Juvigné im Norden, Le Bourgneuf-la-Forêt im Osten und Südosten, Bourgon im Süden, Saint-M’Hervé im Westen und Südwesten, Montautour im Westen sowie Princé im Westen.

## Bevölkerungsentwicklung
| Jahr                       | 1962 | 1968 | 1975 | 1982 | 1990 | 1999 | 2006 | 2019 |
| Einwohner                  | 740  | 705  | 606  | 534  | 482  | 547  | 604  | 652  |
| Quellen: Cassini und INSEE |      |      |      |      |      |      |      |      |

## Sehenswürdigkeiten
- Kirche Saint-Jean-Baptiste aus dem 16. Jahrhundert, Umbauten aus den 1820er Jahren
- Schloss La Rongère aus dem 17. Jahrhundert

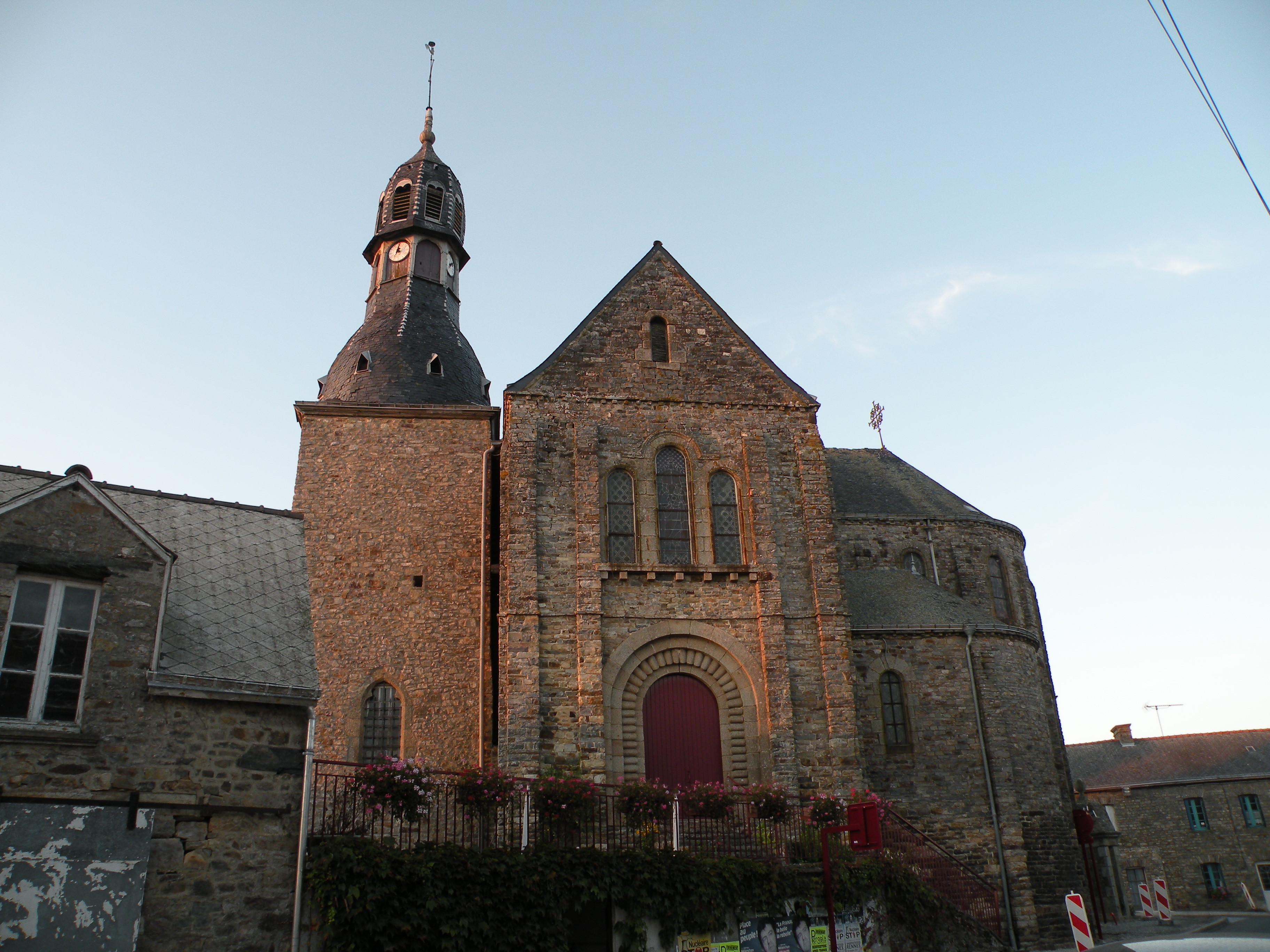
Kirche Saint-Jean-Baptiste